# Ксав'є Маршан
Ксав'є Маршан (фр. Xavier Marchand, 4 серпня 1973) — французький плавець.
Учасник Олімпійських Ігор 1996, 2000 років.
Призер Чемпіонату світу з водних видів спорту 1998 року.
Призер Чемпіонату Європи з водних видів спорту 1997, 2000 років.